# Chondrostylis
Chondrostylis é um género botânico pertencente à família Euphorbiaceae.
O gênero apresenta duas únicas espécies, são encontradas na Tailândia, Sumatra e Bornéo.

## Sinonímia
- Kunstlerodendron Ridl.

### Espécies
- Chondrostylis bancana
- Chondrostylis kunstleri

## Nome e referâncias
Chondrostylis Boerl.